# Hans-Moor-Berg

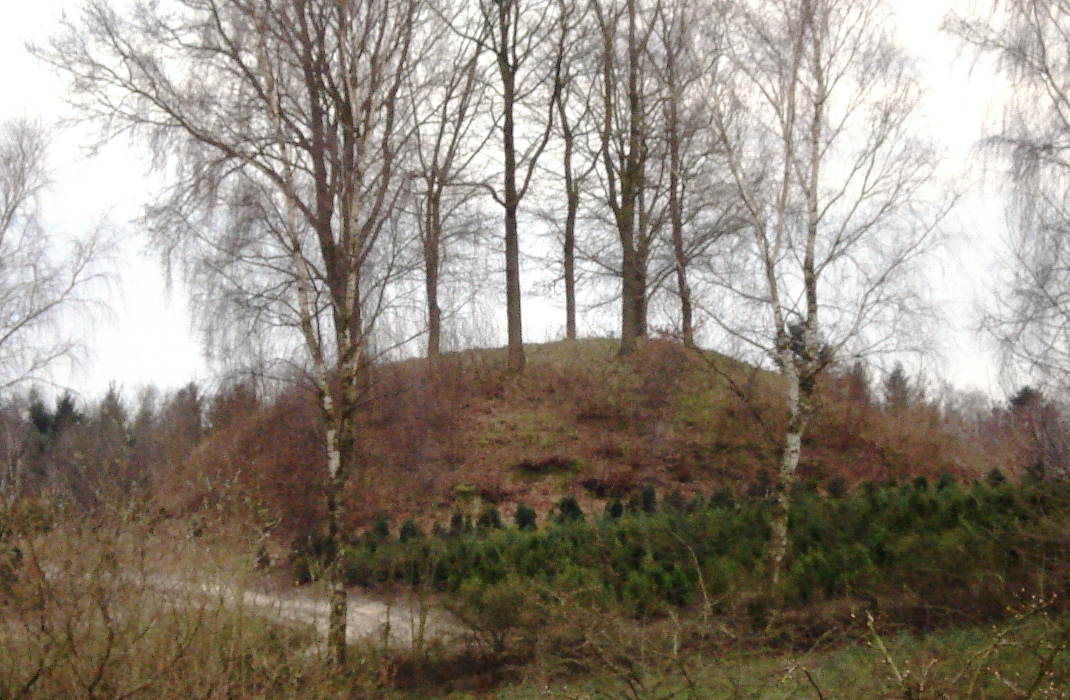
Der Hans-Moor-Berg – ein Grabhügel bei Schürsdorf (aus Norden)

Der Hans-Moor-Berg ist ein jungsteinzeitlicher Grabhügel bei Schürsdorf (Gemeinde Scharbeutz) im Kreis Ostholstein in Schleswig-Holstein. Der Name Han oder Hon deutet auf eine wohl früher von moorigen Wasserflächen umgebene Landschaft hin. Daraus entstanden Namen wie dieser Hans-Moor-Berg oder Hahnenmoor bei Müden/Aller sowie Ortsnamen wie Hone (heute Hohne b Celle) und Honovere (heute Hannover) in Niedersachsen.
Es handelt sich um einen mit einigen Bäumen bewachsenen leicht ovalen Erdhügel mit einem Durchmesser von über 20 m (mehr als 90 m Umfang) und einer Höhe von etwa 6 m, womit er einer der größten Grabhügel im südlichen Kreis Ostholstein ist. Der Hügel steht unter Denkmalschutz und befindet sich am südlichen Ende des Dorfes Schürsdorf auf dem Gelände einer Baumschule und Gärtnerei. Er ist nicht öffentlich zugänglich, ist jedoch von der an das Gelände angrenzenden Straße aus etwa 70 m Entfernung sowie von den umliegenden Grundstücken und der in etwa 500 m Entfernung vorbeiführenden Landesstraße 309 aus sichtbar. Während des Zweiten Weltkrieges war der Grabhügel Standort eines Flakscheinwerfers.